# Rio Quizil-Irmaque

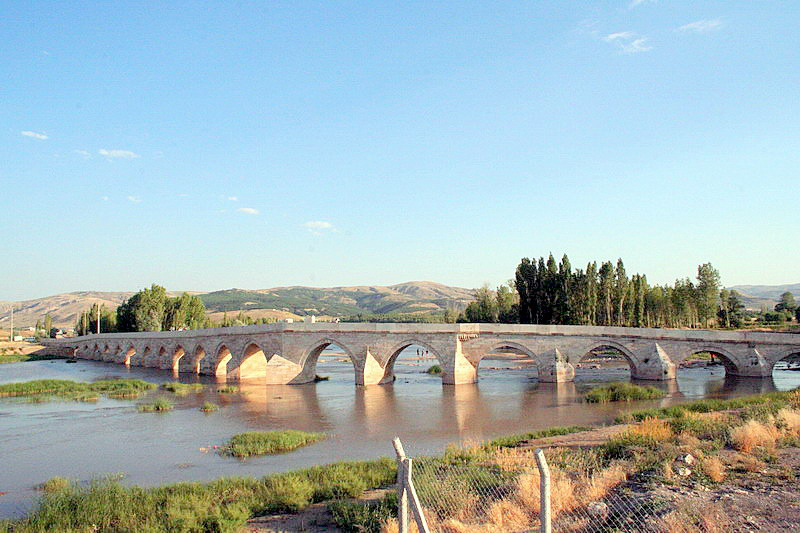
O Hális em Eğri Köprü, perto de Sivas

O rio Quizil-Irmaque ou rio Vermelho (em turco: Kızılırmak; lit. "Rio Vermelho"), conhecido nas línguas gregas como Hális (Halys), é o rio mais longo da Turquia. Banha as regiões conhecidas historicamente como Paflagónia, Ponto, Frígia e Capadócia. Nasce a aproximadamente 2000 metros de altitude, Monte Quizil (Kizil Dagi), no planalto da Anatólia Oriental, a leste de Zara e de Sivas, na Anatólia Central e desagua no Mar Negro, a norte de Bafra, noroeste de Samsun, na região histórica da Paflagónia, onde forma um extenso delta. É uma fonte importante de energia hidroelétrica.

## História
Os hititas chamavam-lhe Marassantia e formava as fronteiras ocidentais das terras do Império Hitita, a região da capital Hatusa. Na Antiguidade Clássica era considerado a fronteira entre a Ásia Menor e o resto da Ásia. Em 28 de maio de 585 a.C. foi palco da Batalha de Hális (ou Batalha do Eclipse), entre os medos e os lídios. O rio e a batalha são mencionados na obra Histórias, do geógrafo e historiador grego Heródoto de Halicarnasso. Segundo este autor, o curso do rio teria sido desviado em 547 a.C. pelo filósofo Tales de Mileto para facilitar a passagem das tropas de Creso, rei da Lídia, que atacaram o xá aqueménida Ciro II. Creso foi vencido por Ciro nas margens do Hális, o que marcaria o início da expansão persa para o Egeu.
O rio marca a fronteira entre a região histórica da Cilícia e Capadócia, e entre esta e a Frígia. O seu nome em grego (rio salgado) deriva provavelmente dos depósitos de sal de Ximene.